# PubMed
PubMed（其为英文Public Medicine的混成词，该短语直译：公共医疗／公共医学）是主要用于检索MEDLINE文献数据库中，生命科学和生物医学主题参考文献、摘要以及索引的免费搜索引擎。本系统属于美国国立卫生研究院下属国家医学图书馆维护的Entrez信息检索系统的一部分。

自1971年至1997年，MEDLINE数据库主要通过大学图书馆等学术机构访问。PubMed于1996年1月发行后允许用户免费在线检索MEDLINE。1997年6月PubMed正式对公众开放。

## 数据授权协议
PubMed允许其他组织对其数据在非商业的前提下使用。详见授权协议说明（页面存档备份，存于）。